# حزم (یمن)
حزم، مرکز شهرستان حزم و استان جوف در یمن است.